# 阿洛特南戈
阿洛特南戈（西班牙語：Alotenango）是危地馬拉的城鎮，由薩卡特佩克斯省負責管轄，位於該國南部，面積95平方公里，海拔高度1,376米，鎮上的咖啡園始建於十八世紀，2002年人口15,848。